# Acalmani, Igualapa
Acalmani är en ort i Mexiko.   Den ligger i kommunen Igualapa och delstaten Guerrero, i den sydöstra delen av landet, 300 km söder om huvudstaden Mexico City. Acalmani ligger 354 meter över havet och antalet invånare är 743.
Terrängen runt Acalmani är kuperad. Runt Acalmani är det ganska glesbefolkat, med 23 invånare per kvadratkilometer. Närmaste större samhälle är Ometepec, 17,4 km sydost om Acalmani. Omgivningarna runt Acalmani är en mosaik av jordbruksmark och naturlig växtlighet.